# Eames Lounge Chair

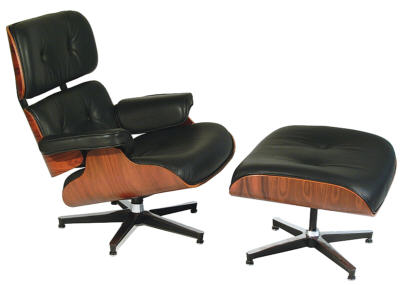
Fauteuil Eames Lounge Chair et son repose-pied Ottoman.

Le fauteuil Eames Lounge Chair et son repose-pied, dont les appellations exactes sont respectivement Eames Lounge (670) et Ottoman (671), ont été commercialisés en 1956 après un travail de développement des designers américains Charles et Ray Eames pour le fabricant de meubles Herman Miller.
Ce fauteuil est le premier objet destiné à la commercialisation à grande échelle que le couple dessine. Il entre dans la catégorie des objets de design industriel et les Eames le conçoivent en souhaitant lui « [donner] l'aspect chaud et l'attrait d'un gant de baseball usé de première base. ».
Ces deux meubles sont fabriqués avec une structure en contreplaqué de palissandre lustré et moulé dans les trois dimensions, garnie de coussins en mousse revêtus de cuir noir ou écru. Les deux pièces sont montées sur un pied chromé. La forme suggère une interprétation américaine moderne du fauteuil français Club.
Un exemplaire de ce fauteuil fait partie de la collection permanente du Museum of Modern Art à New York.
Depuis l’origine, il existe deux éditions officielles du Lounge Chair : L’Américaine, fabriquée par Herman Miller depuis 1956 et jusqu’à aujourd’hui. L’Européenne, fabriquée par Mobilier International sous licence Herman Miller de 1956 à 2000 et depuis par Vitra.
Aujourd'hui, le Lounge Chair est toujours en production par les sociétés Vitra et Herman Miller. Il présente toutefois des différences notables par rapport à l'original, à savoir une découpe arrière d'assise ajourée, des éléments et fixation dos/accoudoirs différents, un pied chromé, à l'origine avec ressort d'inclinaison. 
Au rez-de-chaussée de la VitraHaus à Weil-am-Rhein en Allemagne se trouve le Lounge Chair Atelier. Il donne la possibilité de créer son fauteuil personnalisé et offre un aperçu des étapes de production finales. 
Depuis son lancement, ce fauteuil s'est vendu à plus de 6 millions d'exemplaires à travers le monde.